# Propstei Bernau
Die Propstei Bernau war ein Archidiakonat im Bistum Brandenburg.

## Lage
Die Propstei Bernau erstreckte sich etwa auf das Gebiet des Niederbarnim, von Bötzow (Oranienburg) im Westen bis nach Oderberg im Osten, und Werneuchen im Süden. Die Sedes Bernau, die etwa dem Gebiet entsprach, umfasste 65 Dörfer im Mittelalter. Der Propst wohnte an der Marienkirche in Bernau.

## Geschichte
Die Entstehung der kirchlichen Verwaltungsstrukturen in den sogenannten neuen Landen östlich von Havel und Spree ist unbekannt. Spätestens seit 1244 war das Gebiet im Besitz der brandenburgischen Askanier. Von 1292 ist die älteste Erwähnung eines Propstes erhalten, mit der ersten erhaltenen Nennung des Ortes Bernau. Bekannt wurde der Propst Nikolaus, der 1324 von aufgebrachten Berliner Bürgern erschlagen wurde.
Die Propstei Bernau wurde im 14. und 15. Jahrhundert eine begehrte Pfründe für dem kurfürstlichen Hof in Berlin nahestehende Personen. Dietrich Mörner war auch Protonotarius und Kanzler in Berlin, Wolfgang Redorfer war ein angesehener Gelehrter.

## Pröpste (Auswahl)
Pröpste waren
- Ludolf, 1292, erster erwähnter Propst
- Nikolaus, 1312–1324, erschlagen in Berlin
- Dietrich Mörner, 1353–1366
- Rupert Elgersma, 1535
- Johann Hundertmark, 1537
- Wolfgang Redorfer, 1538
- Martin Löw, 1540, erster evangelischer Propst.